# 北村謹次郎
北村 謹次郎（きたむら きんじろう、1904年（明治37年） - 1991年（平成3年））は、日本の実業家・茶人。北村林業取締役、北村文華財団理事長。

## 人物
奈良県吉野郡上市町（現・吉野町）出身。林業を営む北村又左衛門の二男。衆議院議員の北村又左衛門は実兄。1928年、京都帝国大学経済学部を卒業した。
文化人として40歳の時に建設が終了した四君子苑で多くの文化人や茶人をもてなした。
謹次郎が収集した茶道具・古美術品を保存するため、1975年に財団法人北村文華財団が設立、1977年に北村美術館が開館した。1991年に死去。

## 著作
- 北村謹次郎『京・四季の茶事』主婦の友社、1990年11月。